# Vimpelakalyfa
Vimpelakalyfa (Acalypha australis) är en törelväxtart som beskrevs av Carl von Linné. Vimpelakalyfa ingår i släktet akalyfor, och familjen törelväxter. Inga underarter finns listade i Catalogue of Life.

## Bildgalleri

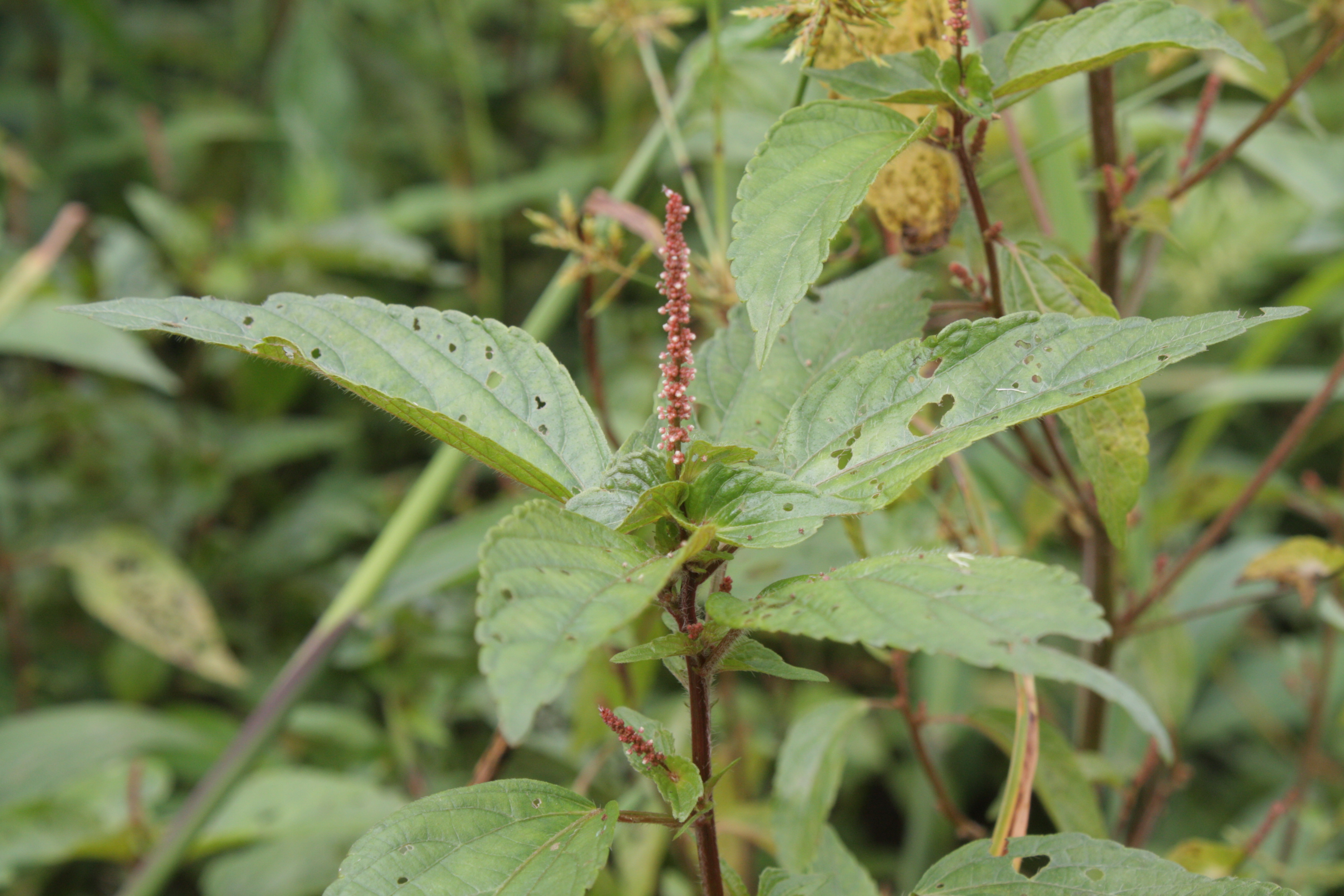
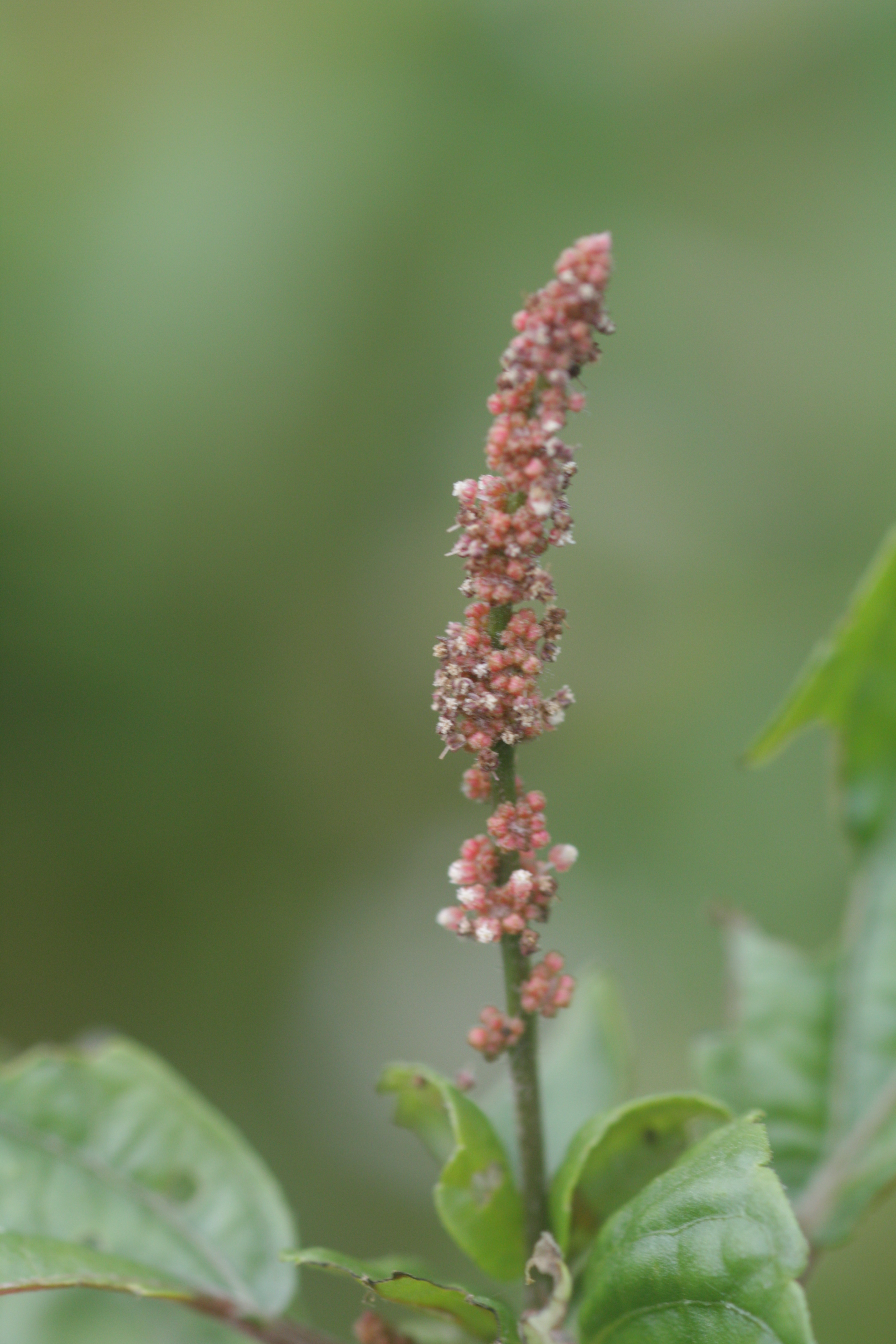
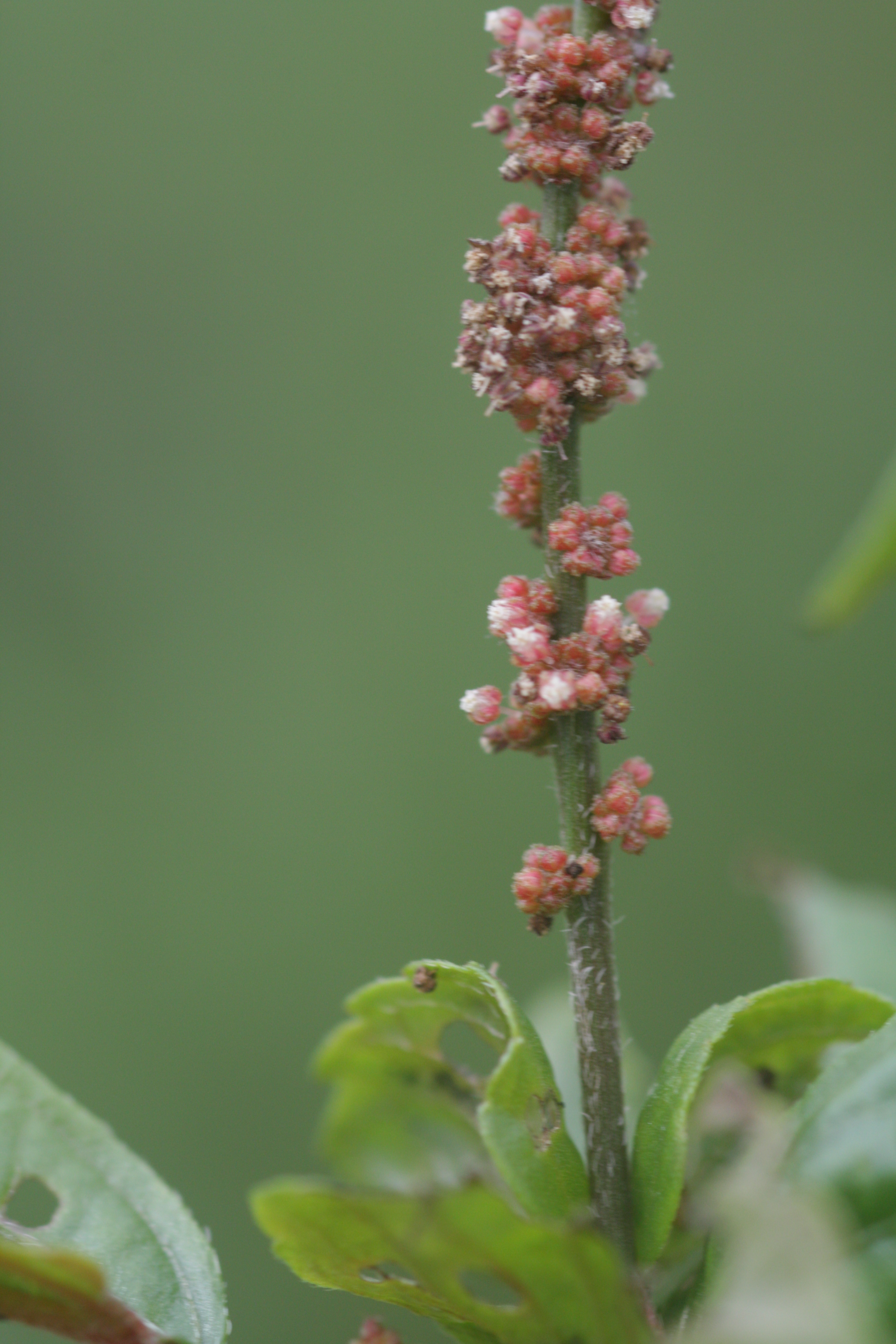
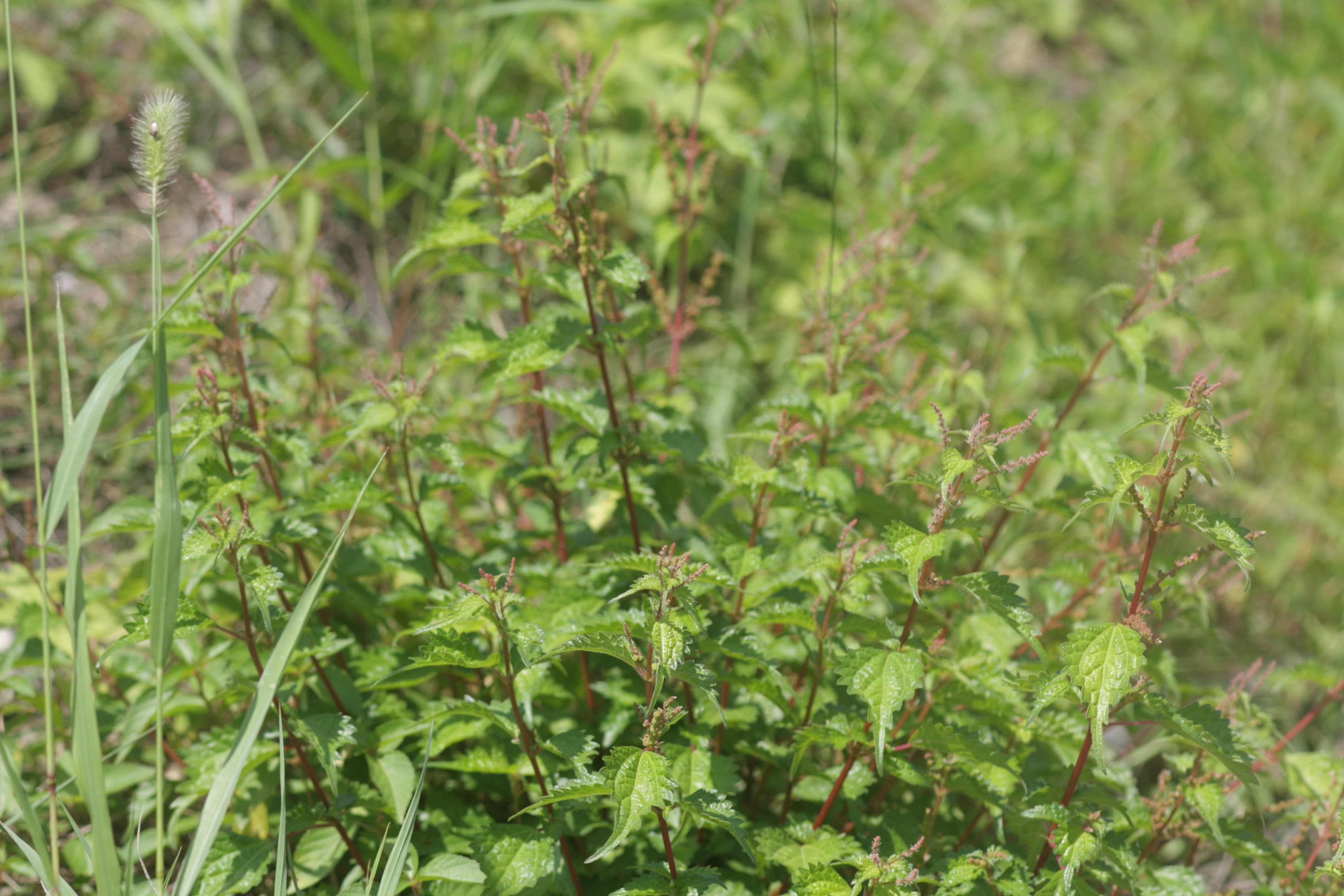
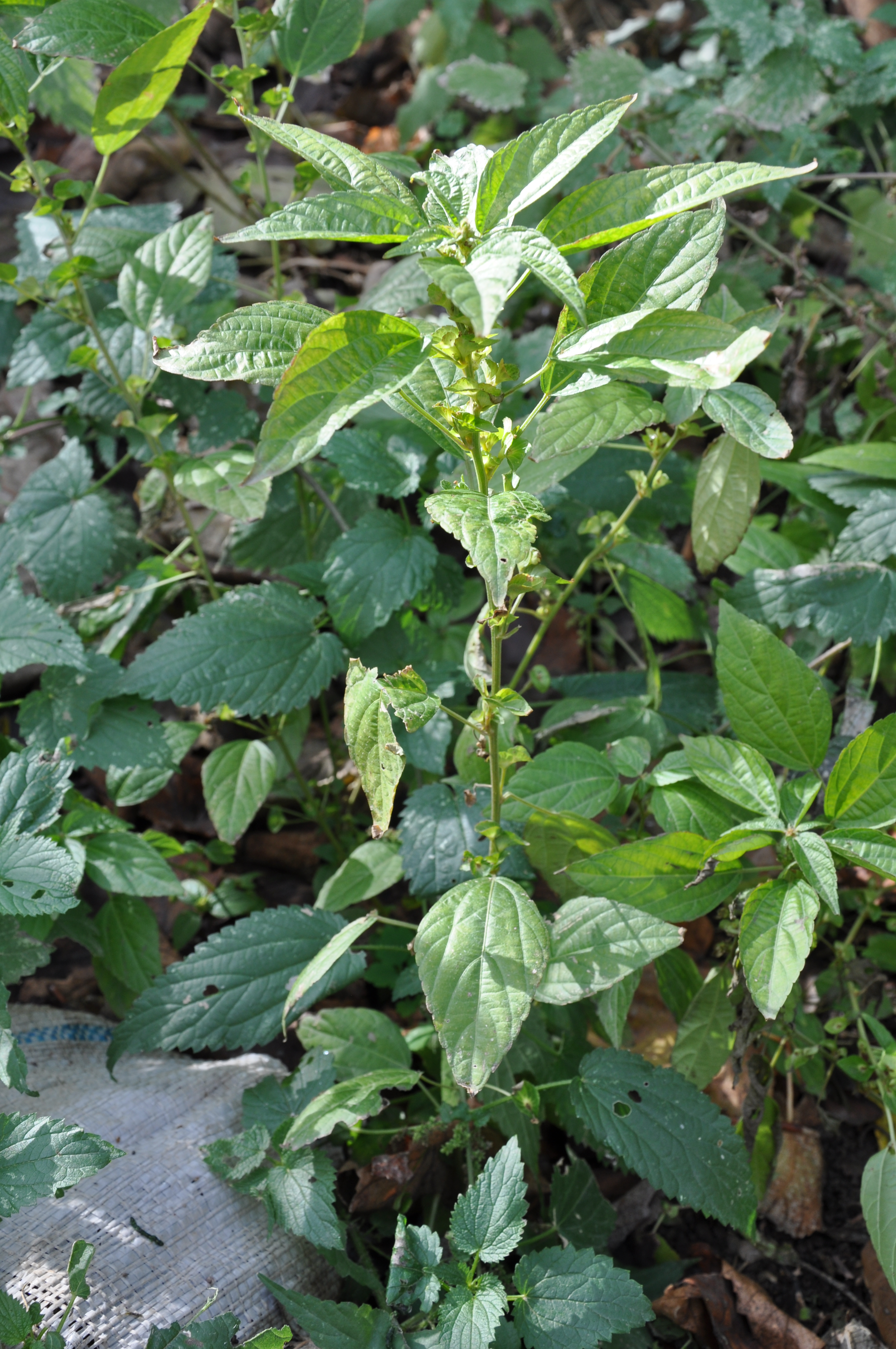
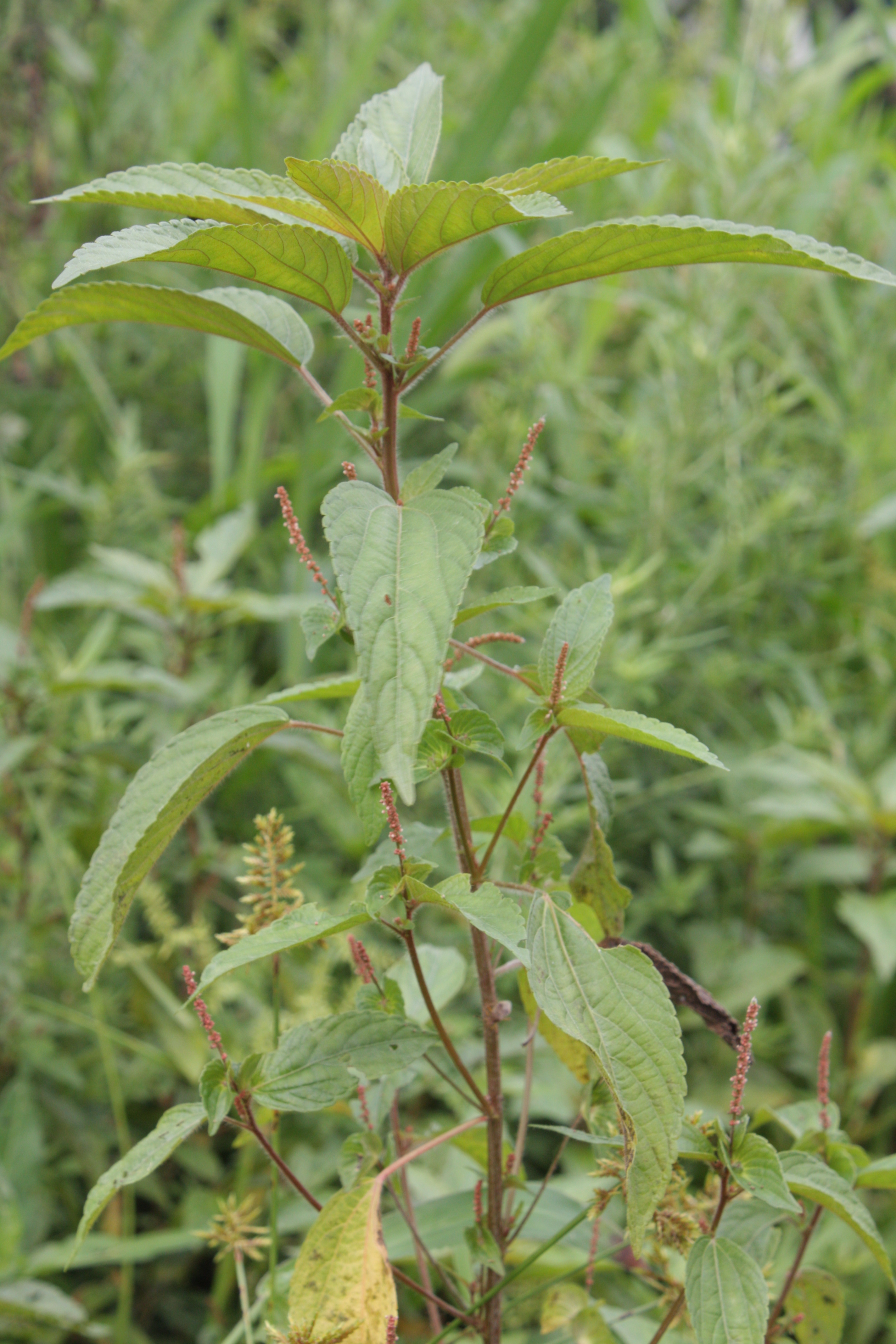